# Elvira Godeanu
Elvira Godeanu (ur. 13 maja 1904 w Bukareszcie, zm. 3 września 1991 tamże) – rumuńska aktorka teatralna i filmowa. Żona Emila Pragera – znanego rumuńskiego inżyniera i architekta okresu międzywojennego. Jedna z najwybitniejszych odtwórczyń roli Zoe Trahanache – głównej i jedynej kobiecej bohaterki w komedii Zgubiony list rumuńskiego dramaturga I. L. Caragiale'a (główna rola zarówno w sztuce teatralnej, jak i filmie w reżyserii Sicy Alexandrescu, 1953); odznaczona Orderem Pracy II klasy (1952) „za pracę związaną z organizacją 100-lecia urodzin  Caragiale” oraz Orderem Zasłużony dla Kultury II klasy (1967) „za wybitne osiągnięcia w dziedzinie sztuki dramatycznej”.
Urodziła się w Bukareszcie, ale okres wczesnej młodości spędziła w Târgu Jiu. W 1921 powróciła do stolicy, gdzie studiowała na wydziale sztuki dramatycznej Konserwatorium w Bukareszcie w klasie prof. Constantina I. Nottary. Była pierwszym pracownikiem Teatru Lucii Sturdzy-Bulandry. Następnie, w 1921 roku, zaczęła występować na deskach Teatru Narodowego w Bukareszcie. Rozpoczęła się jej bogata kariera teatralna. Wystąpiła m.in. w Śmierci artysty (rum. Moartea unui artist) Horii Lovinescu, Wizycie starszej pani (rum. Vizita bătrânei doamne, niem. Der Besuch der alten Dame)) Friedricha Dürrenmatta, Zgubionym liście (rum. O scrisoare pierdută) I. L. Caragiale'a, Zachodzie słońca (rum. Apus de soare) Barbu Ștefănescu Delavrancei.
Krytyk teatralny Natalia Stancu tak scharakteryzowała jej umiejętności sceniczne: „Wrażliwa, inteligentna, wyposażona nie tylko w talent, ale intuicję sceniczną, o dużym zapale do pracy, Elvira Godeanu  nigdy nie musiała się uczyć wirtuozerii żartu i alchemii iluzji". 
Wśród ról filmowych Elviry Gordeanu wymienić należy rolę Mariany Petrascu w filmie Major Mura (rum. Maiorul Mura) Iona Timușa, Mimi Predescu w filmie Povara Jeana Mihaila, Anity w niemieckim filmie Verklungene Träume Martina Bergera oraz Zoe Trahanache w Zgubionym liście Sicy Alexandrescu.
Pracowała z najlepszymi rumuńskimi artystami epoki. Wśród nich można wymienić takie sławy epoki dwudziestolecia międzywojennego jak: George Vraca, Liviu Rebreanu, Camil Petrescu, Grigore Vasiliu Birlic, Moni Ghelerter, Tanți Cocea, George Calboreanu, Sică Alexandrescu, Nicolae Bălțățeanu, Ioan Șahighian, Paul Gusty Mimi Botta, Soare Z. Soare.

## Upamiętnienie
6 czerwca 1993 roku w celu jej upamiętnienia jej imieniem nazwano nowo powstały Tatr Dramatyczny w Târgu Jiu (rum. Teatrul Dramatic ”Elvira Godeanu” din Târgu-Jiu). W styczniu 1997 roku rozpoczęła działalność Fundacja „Elvira Godeanu” (rum. Fundația „Elvira Godeanu"). Ponadto Elvira Godeanu ma swoją gwiazdę w Alei Sław w Târgu Jiu (rum. Aleea Celebrităților din Târgu Jiu).